# Георги Новаков (актьор)
Вижте пояснителната страница за други личности с името Георги Новаков.
Георги Новаков Новаков е български актьор.

## Биография
Роден е на 3 март 1949 г. в село Чуйпетлово, област Перник.
През 1974 г. завършва актьорско майсторство за драматичен театър в класа на професор Моис Бениеш във ВИТИЗ „Кръстьо Сарафов“.
Работил е в Драматично-куклен театър „Иван Радоев“ Плевен (1974-1977), във Военния театър (от 1977-).
Има участие в над 60 театрални постановки, 35 филма, 4 телевизионни сериала, 20 телевизионни театъра, многобройни рецитали, дублажи на филми и други.
Има пано с неговите отпечатъци на Стената на славата пред Театър 199.
Член на САБ (1974).
В периода 1990 – 2001 г. е председател на Управителния съвет на Творческия фонд на Съюза на артистите в България.
Основател и Изпълнителен директор на Фондация А`Аскеер.
Професор Георги Новаков е художествен ръководител по актьорско майсторство за драматичен театър в Театрален колеж „Любен Гройс“.

## Кариера на озвучаващ актьор
До около 2012 г. Новаков работи дълги години като актьор в дублажа. Най-известната му роля е тази на Дени Крейн (изигран от Уилям Шатнър) в сериала „Адвокатите от Бостън“.
Сред ролите му в нахсинхронния дублаж съдържат Когсуърт в „Красавицата и Звяра“, Зеке в „Ледена епоха“, Банзай в „Цар лъв“, Небъркракър в „Къща-чудовище“ (дублаж на Александра Аудио) Галаксар в „Чудовища срещу извънземни“, Чарлс Манц в „В небето“, Чичо Скрудж в „Коледна песен“, Камари в римейка на „Цар лъв“ през 2019 година и други.
| Актьор              | Заглавия | Роли                                   |
| ------------------- | --- | -------------------------------------- |
| Дейвид Брадли       | Хари Потър и Философският камък (дублаж на Александра Аудио) Хари Потър и Стаята на тайните (дублаж на Александра Аудио) | Аргус Филч                             |
| Дейвид Огдън Стиърс | Красавицата и звярът Клуб Маус Отнесена от духовете                                                                      | Когсуърт Камаджи                       |
| Джим Варни          | Ърнест отива на лагер Ърнест попада в затвора (дублаж на БНТ) Ърнест, изплашен глупак                                    | Ърнест П. Уорел                        |
| Джим Кери           | Батман завинаги (дублаж на БНТ) Коледна песен                                                                            | Едуард Нигма/Гатанката Ебенизър Скрудж |
| Чийч Марин          | Цар лъв Клуб Маус Цар лъв 3: Хакуна матата                                                                               | Банзай                                 |

## Театрални роли
- „А утрините тук са тихи“ (Борис Василиев) – старшина Васков
- „Любов под брястовете“ (Юджийн О'Нийл) – Ибън
- „Случка в зоопарка“ (Едуард Олби) – Питър
- „Ромео и Жулиета“ (Уилям Шекспир) – Меркуцио
- „Всичко в градината“ (Едуард Олби) – Ричард
- „Подседните“ (Максим Горки) – Яков
- „Тил Ойленшпигел“ (Григорий Горин) – Крал Филип
- „Вуйчо Ваньо“ (Антон Чехов) – Вуйчо Ваньо
- „Иванов“ (Антон Чехов) - д-р Лвов
- „Дните на сем.Турбини“ (Михаил Булгаков)
- „Ученик на дявола“ (Бърнард Шоу)
- „Гувернант“ (Бертолт Брехт)
- „Щастлив случай“ (Славомир Мрожек)
- „Носорози“ (Йожен Йонеско)
- „Луна за несретници“ (Юджийн О'Нийл)
- „Чайка“ (Антон Чехов)
- „Хамлетмашина“ (Хайнер Мюлер)
- „Десет малки негърчета“ (Агата Кристи)
- „Да отвориш рана“ (Боян Папазов)
- „Откат“ (Захари Карабашлиев)
- „Железният светилник“ (Димитър Талев)
- „Евгений Онегин“ (Александър Пушкин)

## Телевизионен театър
- „Учителят“ (1989) (от Ст. Л. Костов, реж. Емил Капудалиев) - Ангел Граматиков
- „Ревизия“ (1988) (Борис Рабкин)
- „Да отгледаш кукувица“ (1987) (сц. и реж. Иван Рачев по едноименната повест на Дико Фучеджиев)
- „Новото пристанище“ (1987) (Ст. Л. Костов)
- „Мерцедес за продан“ (1986) (Венцислав Кулев) - Петьо, големият син
- „Маскарад“ (1980) (Михаил Лермонтов), 2 части

## Филмография
| Година    | Филми и Сериали                                                                                     | Серии | Копродукции                              | Роля                                                                   |
| --------- | --------------------------------------------------------------------------------------------------- | ----- | ---------------------------------------- | ---------------------------------------------------------------------- |
| 2019      | Власт                                                                                               | 7     |                                          | Анатоли Кузнецов                                                       |
| 2014      | Досието Петров                                                                                      |       | България/Франция                         | Константин Симеонов                                                    |
| 2012      | Отплата                                                                                             | 12    |                                          |                                                                        |
| 2011-2016 | Под прикритие                                                                                       | 60    |                                          | прокурор                                                               |
| 2011      | Тилт                                                                                                |       |                                          | Григоров                                                               |
| 2010-2011 | Стъклен дом                                                                                         | 64    |                                          | „X“/политикът „Х“/Константин Чолаков (в 10 серии)                      |
| 2007      | Чифликът на чучулигите - (La masseria delle allodole)                                               |       | Италия/България/Испания/Франция/Германия |                                                                        |
| 2006      | Приятелите ме наричат Чичо                                                                          |       |                                          | Григоров                                                               |
| 1992      | „Нюрнбергският проес: Нацистките престъпници на подсъдимата скамейка“ – (Nuremberg: Nazis on Trial) | 3     | Великобритания/САЩ                       | Франц фон Папен                                                        |
| 2005      | Турски гамбит – („Турецкий гамбит“)                                                                 | 4     | Русия/България                           |                                                                        |
| 2003      | Между рая и ада                                                                                     |       |                                          | игумена                                                                |
| 1997      | Рекет – (Il Racket) Гражданинът въстава – (2 заглавие)                                              | 6     | Италия                                   |                                                                        |
| 1995      | Усмивка за сто лева                                                                                 |       |                                          | бащата                                                                 |
| 1992      | Криза в Кремъл – (Crisis in the Kremlin)                                                            |       | САЩ                                      | Витас                                                                  |
| 1991      | О, господи, къде си?                                                                                |       |                                          | Джоко Стоев – Шведа                                                    |
| 1990      | Поверие за белия вятър                                                                              |       |                                          | Коро                                                                   |
| 1989      | Тест '88*                                                                                           |       |                                          |                                                                        |
| 1989      | Бащи и синове                                                                                       | 5     |                                          | Александър Алданов, син на Христо и Невена (в 4 серии: от I,II,III,IV) |
| 1988      | Неизчезващите                                                                                       | 5     |                                          | Александър Алданов (в 1 серия: IV)                                     |
| 1988      | Изложение                                                                                           |       |                                          |                                                                        |
| 1987      | Лято в бяло                                                                                         |       |                                          | художникът Странджев/Гоген                                             |
| 1987      | Време за път                                                                                        | 5     |                                          | Александър Алданов (в 4 серии: I, II, IV, V)                           |
| 1987      | Дом за нашите деца                                                                                  | 5     |                                          | Александър Алданов                                                     |
| 1987      | Новото пристанище                                                                                   |       |                                          |                                                                        |
| 1986      | Ешелоните                                                                                           |       |                                          | инженер                                                                |
| 1985      | Грехът на Малтица                                                                                   |       |                                          | кафеджията Михаил                                                      |
| 1985      | Пътят на музикантите                                                                                |       |                                          | синеокия милиционер                                                    |
| 1985      | Денят не си личи по заранта                                                                         | 6     |                                          | Борислав, колегата на Боев (в 4 серии: I, II, III, V)                  |
| ?         | Братът на бай Ганя Балкански                                                                        |       |                                          | Станю Балкански                                                        |
| 1984      | Вик за помощ                                                                                        |       |                                          | моряк                                                                  |
| 1984      | Подарък в полунощ                                                                                   | 2     |                                          | Тони „Красавеца“, крадец / хер Прума Хофман                            |
| 1983      | Пясък (тв)                                                                                          |       |                                          | Валентин Паунов Стаменов                                               |
| 1983      | Голямата игра – („Большая игра“)                                                                    | 6     | СССР/България                            | Пепе Аурелио, министър на обществената безопасност на Харивас          |
| 1983      | Човек не съм убивал                                                                                 |       |                                          | Методи                                                                 |
| 1982      | Една жена на 33                                                                                     |       |                                          | Лазар                                                                  |
| 1982      | Ако нямаше цветя                                                                                    |       |                                          | Отело                                                                  |
| 1981      | Кръвта е по-гъста от водата                                                                         |       |                                          |                                                                        |
| 1979      | Сами сред вълци                                                                                     | 5     |                                          | капитан от разстрела (в 1 серия: V)                                    |
| 1978      | Всички и никой                                                                                      |       |                                          | Матей                                                                  |
| 1977      | Бой последен                                                                                        |       |                                          |                                                                        |
| 1976-1981 | Записки по българските въстания                                                                     | 13    |                                          | овчарят Юрдан (в 1-ва серия)                                           |
| 1976      | Апостолите                                                                                          | 2     |                                          |                                                                        |
| 1975      | Този хубав живот                                                                                    |       |                                          | братът на Рашо                                                         |
| 1974      | Изповед в ареста                                                                                    |       |                                          |                                                                        |
| 1974      | Синята лампа                                                                                        | 12    |                                          | Карата                                                                 |
| 1974      | На чисто                                                                                            |       |                                          | Димитър Симов                                                          |
| 1973      | Най-добрият човек, когото познавам!                                                                 |       |                                          | ученик                                                                 |
| 1973      | Очакване                                                                                            |       |                                          | млад специалист                                                        |
| 1972      | Обич                                                                                                |       |                                          | един от ремсистите                                                     |